# Flóra Gondos
Flóra Piroska Gondos-Fazekas (ur. 11 kwietnia 1992 w Wiedniu) – węgierska skoczkini do wody, olimpijka z Londynu.

## Przebieg kariery
Debiutowała w zawodach rangi międzynarodowej w 2009 roku. Startowała wówczas w zawodach Grand Prix rozgrywanych w Rosji, gdzie m.in. zajęła 5. pozycję w skoku synchronicznym z trampoliny 3 m. Uczestniczyła w mistrzostwach świata w Rzymie, gdzie wystąpiła w trzech konkurencjach. W konkursie skoku z trampoliny 1 m zajęła 28. pozycję, w konkursie skoku z trampoliny 3 m zajęła 23. pozycję, natomiast w konkursie skoku synchronicznego z trampoliny 3 m uplasowała się na 12. pozycji. W 2010 roku startowała z kolei w mistrzostwach Europy, gdzie uczestniczyła w konkurencjach skoku z trampoliny 3 m. Indywidualnie zajęła 7. pozycję, a w skoku synchronicznym z tej samej wysokości uplasowała się na 6. pozycji.
W 2012 jedyny raz w karierze startowała w letnich igrzyskach olimpijskich. W ramach igrzysk wystąpiła w konkursie skoku z trampoliny 3 m i z wynikiem 266,45 zajęła 22. pozycję.
W 2015 uczestniczyła w uniwersjadzie, podczas której wystąpiła w trzech konkurencjach – w skoku z trampoliny 1 m zajęła 24. pozycję, w skoku z trampoliny 3 m zajęła 8. pozycję, natomiast konkurs skoku synchronicznego z trampoliny 3 m ukończyła na 5. pozycji. W 2017 jedyny raz w karierze znalazła się na podium zawodów Grand Prix, zajmując 3. pozycję w konkursie skoku synchronicznego z trampoliny 3 m rozgrywanym w Madrycie. Po raz ostatni w zawodach międzynarodowych brała udział w trakcie mistrzostw świata w Budapeszcie, gdzie wystąpiła w konkursie skoku synchronicznego z trampoliny 3 m, który ukończyła na 17. pozycji.